# Klasztor Służebnic Eucharystii w Akita
Klasztor Służebnic Eucharystii (jap. 聖体奉仕会 Seitai Hōshikai) – klasztor katolicki i sanktuarium maryjne w Akita, w Japonii. Ośrodek kultu Matki Bożej z Akita.

## Historia
Klasztor dla niewielkiej wspólnoty zakonnej założył w 1970 ówczesny biskup diecezji Niigaty John Shojiro Ito. W okresie od 12 czerwca 1973 do 15 września 1981 było to miejsce objawień maryjnych, podczas których Matka Boża miała przekazać swoje polecenia zakonnicy Agnieszce Katsuko Sasagawie. 
Uważana za cudowną drewniana figura Maryi, która jakoby wówczas krwawiła i płakała, jest do dzisiaj obiektem kultu w klasztorze. Figura znajduje się w kaplicy jej poświęconej. Kaplica została zbudowana w 2002 w tradycyjnym stylu irimoya-jūsō zukuri (z dachem czterospadowym). Klasztor otacza ogród japoński, zwany „Ogrodem Maryi”, który powstał w latach 1974–1976, a drzewa w nim rosnące są darami z całej Japonii. Adres: 1, Soegawa Yuzawadai, Akita-shi, Akita-ken 010-0822.
W Międzynarodowy Dzień Maryjny (12/13 października 2013) papież Franciszek wybrał sanktuarium w Akita, jako jedno z dziesięciu na całym świecie, do specjalnego włączenia się w ogólnoświatowe czuwanie modlitewne związane z Rokiem Wiary.